# 語言遷移
語言遷移（英文：Language transfer）指的是說話者或寫作者在使用第二語言時，也運用了他們母語知識的語言干擾現象。標準的定義為一種語言對學習另一種語言的影響，因此這種現象其實不限定第一語言被移轉到第二語言的情況，有時第二語言也能被移轉至第三語言。

## 正向及負向移轉
當兩種語言的語言結構或單位相當類似時，語言移轉的現象就有可能發生。如果語言移轉發生時，說話者仍說出正確的目標語，此種現象可稱為正遷移（positive transfer），大多母語人士可理解其欲表達的意思。最顯著的例子為同源詞（cognate）的使用。
然而，語言移轉大多在討論負向的移轉情況。負遷移（negative transfer）發生在說話者將和目標語結構不同的一個語言套用在目標語裡。在對比分析的理論裡，兩個語言的差異越大，負向移轉的情況就越多。負向遷移又稱負遷移。
許多正向移轉的現象並未受到注意，其因為說話者的目標語並不有顯著的錯誤，因此較少受到討論。一般來說，兩個語言的相似處越多，學習者就越能知道兩個語言間的關係，正向移轉的情況就越多。然而，這樣的情況能帶來極大的影響。舉例來說，一位英語為母語的學習者在學德文時（此二語言屬於同一語系），經常會套用英文的單字在德文裡，但詞序和字詞搭配方式會有所不同，造成同源語的錯用。

## 其他語言移轉例子
當母語和非母語人士長時間接觸時，非母語人士也會影響母語人士的母語使用方式。舉例來說，在北美的魁北克、加拿大和操西語的地區，多數的母語為西班牙語或法語的居民會影響當地少數的英語為母語的居民使用英語的狀況。

## 另見
- 第二語言習得（second language acquisition）
- 中介語（interlanguage）
- 語言接觸（language contact）
- 語碼轉換（code-switching）
- 外來語（借詞）
- 干擾理論